# Skärsjön (Fröderyds socken, Småland)
Skärsjön är en sjö i Vetlanda kommun i Småland och ingår i Emåns huvudavrinningsområde. Sjön är 30 meter djup, har en yta på 1,49 kvadratkilometer och befinner sig 219,1 meter över havet. Vid provfiske har bland annat abborre, bergsimpa, lake och mört fångats i sjön.

## Delavrinningsområde
Skärsjön ingår i det delavrinningsområde (634756-144300) som SMHI kallar för Utloppet av Skärsjön. Medelhöjden är 255 meter över havet och ytan är 9,86 kvadratkilometer. Det finns inga delavrinningsområden uppströms utan avrinningsområdet är högsta punkten. Vattendraget som avvattnar avrinningsområdet har biflödesordning 3, vilket innebär att vattnet flödar genom totalt 3 vattendrag innan det når havet efter 204 kilometer. Delavrinningsområdet består mestadels av skog (66 %) och jordbruk (10 %). Avrinningsområdet har 1,49 kvadratkilometer vattenytor vilket ger det en sjöprocent på 15,1 %.

## Fisk
Vid provfiske har följande fisk fångats i sjön:
- Abborre
- Bergsimpa
- Lake
- Mört
- Siklöja